# Судебно-психологическая экспертиза
Один из видов работы специалиста-психолога клинического профиля и судебного эксперта-психолога.
Экспертиза — изучение экспертом (или группой экспертов) вопроса, требующего для своего решения специальных знаний в области науки, техники, ремесла или искусства с вынесением определенного суждения (заключения).
Экспертиза судебно-психологическая — это система психологических исследований личности и деятельности подследственного, осужденного, свидетеля и потерпевшего для уточнения сведений, помогающих следствию, суду, и перевоспитанию свидетельствуемых. Судебно-психологическая экспертиза осуществляется специалистами-психологами.

## Границы компетенции судебно-психологической экспертизы в уголовном процессе
1. установление способности несовершеннолетних обвиняемых, имеющих признаки не связанного с психическими заболеваниями отставания в психическом развитии, полностью осознавать значение своих действий, и определение, в какой мере эти несовершеннолетние способны руководить своими действиями;
2. установление способности психически здоровых свидетелей и потерпевших (с учетом их индивидуально-психологических и возрастных особенностей, уровня психического развития) правильно воспринимать имеющие значение для дела обстоятельства и давать о них правильные показания;
3. диагностика наличия или отсутствия у субъекта в момент совершения преступления физиологического аффекта и иных непатологических эмоциональных состояний, способных существенно влиять на сознание и деятельность человека;
4. установление способности психически здоровых потерпевших по делам об изнасилованиях (в первую очередь несовершеннолетних) понимать характер и значение совершаемых с ними действий и оказывать сопротивление;
5. установление возможности возникновения у человека в конкретных условиях психических состояний (растерянности, потери ориентировки и т. д.) и экспертную оценку их влияния на качество выполнения профессиональных функций в авиации, на железнодорожном и автомобильном транспорте, в работе операторов автоматизированных систем и т. п.;
6. диагностика индивидуально-психологических особенностей (например, повышенной внушаемости, склонности к фантазированию, импульсивности, подражательности, ригидности и т. п.), способных существенно влиять на поведение субъекта;
7. установление ведущих, упрочившихся мотивов (в психологическом значении этого понятия) поведения человека и мотивации конкретных поступков как важных психологических обстоятельств, характеризующих личность;
8. установление наличия или отсутствия у умершего в период, предшествовавший смерти, психического состояния, предрасполагающего к самоубийству, и причин возникновения этого состояния.

## Границы компетенции судебно-психологической экспертизы в гражданском судопроизводстве
1. установление степени понимания подэкспертным лицом содержания заключенных им сделок, его способности принимать достаточно обоснованные решения;
2. выявление у дееспособного субъекта непатологических психических аномалий, препятствующих адекватному отражению действительности;
3. установление психологической совместимости детей с родителями, с усыновителями, с опекунами;
4. установление психологической совместимости супругов;
5. установление способностей свидетелей правильно воспринимать и анализировать имеющие значение для дела события и давать о них правильные показания.

## Специальные научные издания, которые занимаются публикацией статей в области знаний судебно-психологической экспертизы

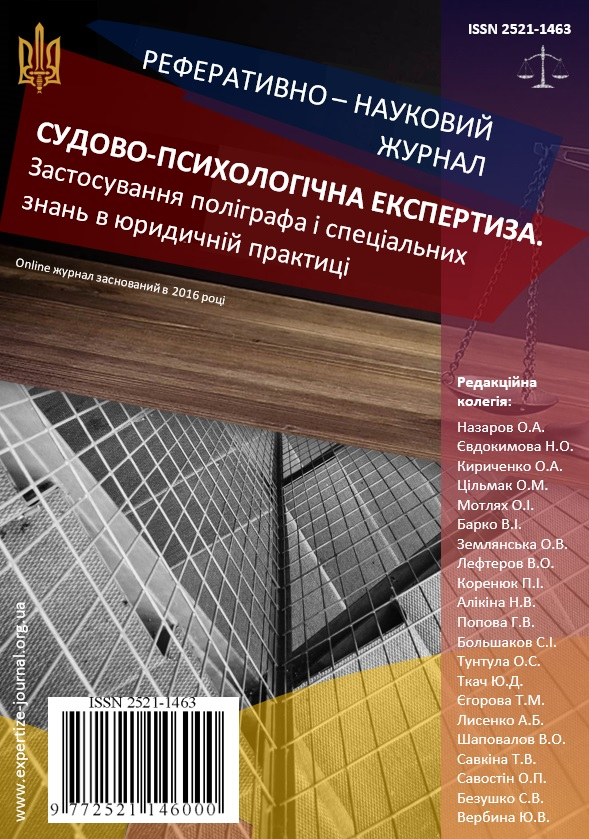
Судебно-психологическая экспертиза. Применение полиграфа и специальных знаний в юридической практике

В 2017 году в Международном центра периодических изданий CIEPS - ISSN, который расположен в Париже (Франция) впервые в Украине зарегистрирован реферативно-научный online журнал "Судебно-психологическая экспертиза. Применение полиграфа и специальных знаний в юридической практике" (ISSN 2521-146) - URL: www.expertize-journal.org.ua, который направлен на воплощение в Украине европейских практик научной самоорганизации, сплочения отечественного профессионального сообщества ученых, психологов, полиграфологов, правоведов, судебных экспертов вокруг обсуждения актуальных теоретико-прикладных проблем специальных знаний, которые применяются в юридической деятельности, в том числе и тех, которые находятся в стадии научной разработки. Отрасль и проблематика журнала: юридические, психологические науки.
Электронное научно-прикладное профессиональное издание - реферативно-научный журнал "Судебно-психологическая экспертиза. Применение полиграфа и специальных знаний в юридической практике" посвящен актуальным вопросам и проблемам теории и практики судебно-психологической экспертизы, применение полиграфа и других специальных знаний в юридической деятельности, современном судопроизводстве, обучении, тренингу, формировании профессионально важных качеств у представителей различных юридических профессий (экспертов, следователей, судей, прокуроров, адвокатов, юристов). В научный журнал принимаются статьи проблемного характера по гражданскому, административному, уголовного, уголовно-процессуальному и другим отраслям права, а также судебной психологии и других видов психологической науки, связанных с судебно-психологической экспертизой, использованием полиграфа и специальных знаний в юридической практике. Редакция электронного научного профессионального издания приглашает к сотрудничеству докторов наук, кандидатов наук, молодых ученых, а также всех, кто занимается научно-практической деятельностью по указанной проблематике. В редакционную коллегию журнала входят 8 докторов наук, 6 кандидатов и известные в своей области судебные эксперты, полиграфологи, психологи, юристы.